# Microsoft Office 2007
Microsoft Office 2007 (chính thức được gọi là 2007 Microsoft Office System) là một phiên bản Windows của Microsoft Office System, bộ ứng dụng văn phòng Microsoft. Trước đây được biết đến như Office 12 trong giai đoạn đầu của chu kỳ Beta, nó được phát hành cho khách hàng Volume License vào 30/11/2006 và có sẵn cho khách hàng bán lẻ ngày 30/1/2007. Và đây cũng là ngày phát hành Windows Vista cho khách hành volume license và bán lẻ. Office 2007 có một số tính năng mới, đáng chú ý nhất trong số đó là giao diện người dùng đồ họa hoàn toàn mới được gọi là Fluent User Interface (ban đầu gọi là giao diện Ribbon), thay thế các menu và thanh công cụ-trong đó có là nền tảng của văn phòng kể từ khi ra đời-với một thanh công cụ tab, được gọi là Ribbon. Office 2007 yêu cầu Windows XP with Service Pack 2 hoặc cao hơn, Windows Server 2003 Service Pack 1 hoặc cao hơn, Windows Vista, Windows 7, Windows 8, Windows 8.1. Office 2007 là phiên bản cuối cùng của Microsoft Office chính thức được hỗ trợ trên Windows XP Professional x64 Edition.
Giao diện Ribbon là một tác vụ theo định hướng giao diện người dùng đồ họa (GUI). Nó có một menu chức năng trung tâm, và thường được biết đến như 'Office Button'. Giao diện Ribbon đã được cải thiện trong Microsoft Office 2010.
Office 2007 cũng bao gồm các ứng dụng mới và các công cụ phía máy chủ. Đứng đầu trong số này là Groove, một bộ cộng tác và truyền thông cho doanh nghiệp nhỏ, ban đầu được phát triển bởi Groove Networks trước khi được mua lại bởi Microsoft trong năm 2005. Cùng được đóng gói là Office SharePoint Server 2007, một phiên bản lớn cho các nền tảng máy chủ để chạy các ứng dụng Office, hỗ trợ "Dịch vụ Excel", một kiến trúc client-server để hỗ trợ bảng tính Excel được chia sẻ trong thời gian thực giữa nhiều máy tính, và cũng có thể xem được và có thể chỉnh sửa thông qua một trang web.
Microsoft FrontPage được gỡ bỏ hoàn toàn khỏi bộ Office. Nó được thay thế bởi Microsoft Office SharePoint Designer, nhằm hướng tới sự phát triển của SharePoint Portal. Thiết kế hướng đối tác Microsoft Expression Web là mục tiêu cho phát triển web nói chung. Tuy nhiên, ứng dụng không được đóng gói trong Office 2007.
Nhận dạng tiếng nói và nhận dạng chữ viết bây giờ là một phần của Windows Vista. Các thành phần nhận dạng tiếng nói và chữ viết bị gỡ bỏ từ Office 2007. Nhận dạng tiếng nói và chữ viết tren Office 2007 chỉ hoạt động trên Windows Vista hoặc Windows XP Tablet PC Edition. Tuy nhiên, người dùng XP có thể sử dụng một phiên bản Office cũ để sử dụng nhận dạng giọng nói.
Theo Forrester Research, Vào tháng 5/2010, Microsoft Office 2007 được dùng trong 81% doanh nghiệp họ khảo sát (mẫu bao gồm 115 doanh nghiệp Bắc Mỹ và châu Âu và các nhà sản xuất quyết điịnh SMB).

### Ghi chú Bổ sung

banner phi thương mại trên Microsoft Word 2007

#### Office Button

Office Button trong Microsoft PowerPoint

## Phát triển
Các phiên bản beta đầu tiên của Microsoft Office 2007, được gọi là Beta-1 trong email gửi đến một số lượng giới hạn các tester,được phát hành vào ngày 16/11/2005. The Beta-1 Technical Refresh được phát hành để thử nghiệm vào 13/3/2006. Technical Refresh đã được sửa các vấn đề trong cài đặt với Windows Vista build 5308.
Microsoft tiết lộ giao diện Ribbon ngày 9 tháng 3 năm 2006 tại CeBIT ở Đức.
Office 2007 Beta 2 được Bill Gates công bố tại WinHEC 2006, và bước đầu đã được phát hành miễn phí ra công chúng từ website của Microsoft. Tuy nhiên, vì một số lượng chưa từng thấy tải về, một khoản phí $1,50 đã được đưa ra cho mỗi sản phẩm tải về sau 2/8/2006. Bản beta đã được cập nhật vào ngày 14/9/2006 trong Beta 2 Technical Refresh (Beta2TR). Nó bao gồm một cập nhật về giao diện người dùng, hỗ trợ khả năng tiếp cận tốt hơn, cải thiện sự vững mạnh của nền tảng này, và chức năng lớn hơn.
Các phiên bản beta tiếp tục hoạt động trong một chế độ giảm dần các tính năng sau ngày 01/2/2007. Nếu người dùng tải về bản Technical Refresh để cập nhật lên Beta 2, họ có thể sử dụng đầy đủ các chức năng đến 31/3/2007 cho các sản phẩm máy khách và 15/3/2007 cho phiên bản server. Chương trình Beta kết thúc vào 8/10/2006, khi Microsoft tuyên bố sản phẩm "Released to Manufacturing" (RTM) và bắt đầu sản xuất phiên bản cuối cùng. Sau RTM, sự sẵn có của beta tải về kết thúc.
Office 2007 Phát hành cho khách hàng volume licensing vào 30/11/2006, và phát hành rộng rãi vào 30/1/2007.

### Service Pack 1
Microsoft Office 2007 Service Pack 1 được phát hành vào 11/12/2007.
Microsoft công bố một danh sách các thay đổi. Tài liệu chính thức tuyên bố rằng SP1 không đơn giản chỉ là một rollup phát hành bản vá công khai, nhưng nó cũng chứa bản sửa lỗi của 455 vấn đề xuyên suốt bộ Office.

### Service Pack 2
Microsoft Office 2007 Service Pack 2 được phát hành vào ngày 28/4/2009 Service Pack 2 bao gồm Office 2007 Service Pack 1. Thêm hỗ trợ cải thiện của ODF, XPS, và các tiêu chuẩn PDF cũng như một số lượng lớn các bản vá lỗi.

### Service Pack 3
Microsoft Office 2007 Service Pack 3 được phát hành vào 25/10/2011. Service Pack 3 là một cập nhật tích lũy, bao gồm tất cả các bản cập nhật Service Pack 1 và Service Pack 2.

## Phiên bản

### Thành phần
- Microsoft Word 2007
- Microsoft Excel 2007
- Microsoft PowerPoint 2007
- Microsoft Access 2007
- Microsoft InfoPath 2007
- Microsoft OneNote 2007
- Microsoft Outlook 2007
- Microsoft Publisher 2007
- Microsoft Office Communicator 2007 (bắt buộc Service Pack 2)
- Microsoft Groove 2007
- Microsoft SharePoint Designer 2007 (miễn phí, tải về sản phẩm)
- Microsoft Visio 2007 (không bao gồm trong bất kỳ gói Office 2007)
- Microsoft Project 2007 (không bao gồm trong bất kỳ gói Office 2007)

### So sánh
| Các chương trình và tính năng    | Basic   | Home and Student | Standard             | Small Business          | Professional   | Ultimate | Professional Plus    | Enterprise           |
| Giấy phép                        | OEM     | OEM and Retail   | Retail and Volume    | OEM, Retail, and Volume | OEM and Retail | Retail   | Volume               | Volume               |
| -------------------------------- | ------- | ---------------- | -------------------- | ----------------------- | -------------- | -------- | -------------------- | -------------------- |
| Word                             | Có      | Có               | Có                   | Có                      | Có             | Có       | Có                   | Có                   |
| Excel                            | Có      | Có               | Có                   | Có                      | Có             | Có       | Có                   | Có                   |
| PowerPoint                       | Chỉ xem | Có               | Có                   | Có                      | Có             | Có       | Có                   | Có                   |
| OneNote                          | Không   | Có               | Không                | Không                   | Không          | Có       | Không                | Có                   |
| Outlook                          | Có      | Không            | Có                   | Có                      | Có             | Có       | Có                   | Có                   |
| Publisher                        | Không   | Không            | Không                | Có                      | Có             | Có       | Có                   | Có                   |
| Access                           | Không   | Không            | Không                | Không                   | Có             | Có       | Có                   | Có                   |
| Communicator1                    | Không   | Không            | Không                | Không                   | Không          | Không    | Có1                  | Có1                  |
| InfoPath                         | Không   | Không            | Không                | Không                   | Không          | Có       | Có                   | Có                   |
| Groove                           | Không   | Không            | Không                | Không                   | Không          | Có       | Không                | Có                   |
| Project                          | Không   | Không            | Không                | Không                   | Không          | Không    | Không                | Không                |
| Visio                            | Không   | Không            | Không                | Không                   | Không          | Không    | Không                | Không                |
| Office Customization Tool (OCT)2 | Không   | Không            | chỉ phiên bản Volume | chỉ phiên bản Volume    | Không          | Không    | chỉ phiên bản Volume | chỉ phiên bản Volume |

Ghi chú:
1 Service Pack 2 đã thêm các chương trình này chonhuw những chọn lựa trong office 2007 suites (được ghi "Có").
2 Office Customization Tool được sử dụng để tuỳ chỉnh cài đặt của Office 2007 bằng cách tạo ra một tập file Windows Installer (.MSP) và thay thế Custom Installation Wizard và Custom Deployment Wizard bao gồm trong phiên bản trước của  Office Resource Kit tạo ra một Windows Installer Transform (.MST).

### Các thành phần
Microsoft Market thêm các công cụ như là một phần của bộ ứng dụng Microsoft Office 2007, mặc dù không được bao gồm trong bất kỳ phiên bản Microsoft Office 2007:
- Microsoft Office Project
- Microsoft Office SharePoint Designer
- Microsoft Office Visio